# Portela (Amares)
Portela is een plaats (freguesia) in de Portugese gemeente Amares en telt 198 inwoners (2001).

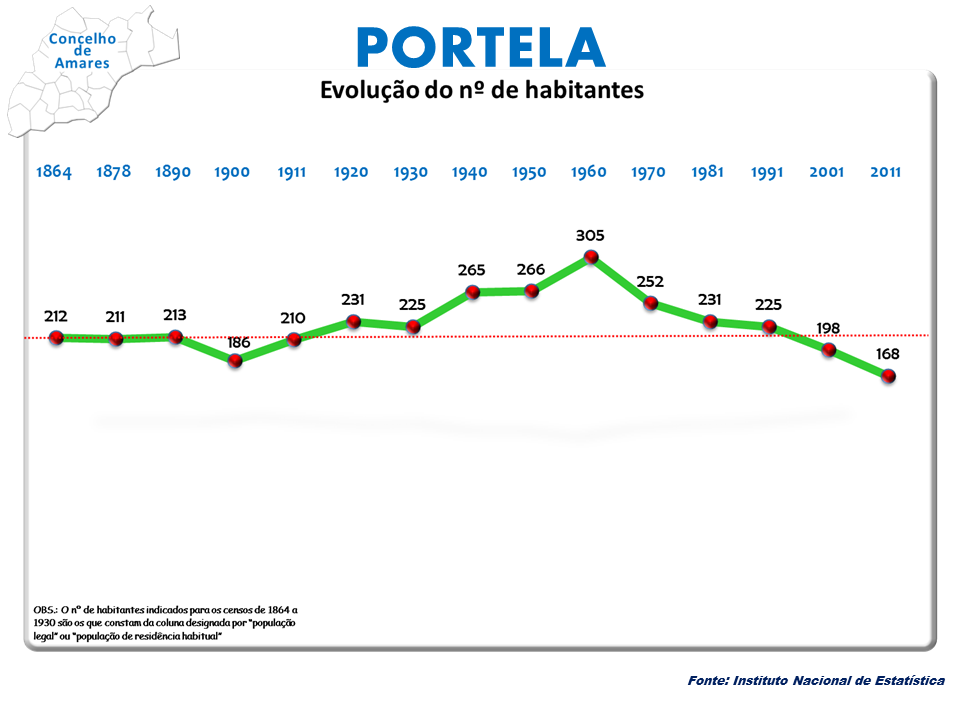
Bevolkingsontwikkeling tussen 1864 en 2011